# Hardisleben
Hardisleben település Németországban, azon belül Türingiában. Lakosainak száma 551 fő (2017. december 31.). Hardisleben Rastenberg és Buttstädt községekkel határos.

## Népesség
A település népességének változása:

| 2010 | 584 |
| 2017 | 551 |